# Baltische Familiengeschichtliche Mitteilungen
Baltische Familiengeschichtliche Mitteilungen war eine Publikationsreihe die von 1931 bis 1939, dem Jahr der Aussiedlung der Deutsch-Balten, in Dorpat erschien. Herausgeber und Schriftleiter war Wilhelm Baron von Maydell.
Die Reihe war ein Organ der Vereine:
- Genealogische Gesellschaft Lettlands
- Gesellschaft für Geschichte und Altertumskunde, Auskunftsstelle für Familien- und Personenkunde in Riga
- Sektion für Genealogie der Ehstländischen Literärischen Gesellschaft in Reval
- Dorpater Deutsche Genealogische Gesellschaft

Ab 1951 erschien die Baltische Familiengeschichtliche Mitteilungen, Neue Folge.

## Weblink
- Digitalisate in Pommern digitale Bibliothek